# 納氏南鰍
納氏南鰍（學名：Schistura nalbanti）為輻鰭魚綱鯉形目條鰍科南鰍屬的其中一種。分布於亞洲印度及巴基斯坦淡水流域，體長可達8.1公分，棲息在河川底層水域，生活習性不明。

## 扩展阅读
維基物種上的相關：納氏南鰍